# トレメスティエーリ・エトネーオ
トレメスティエーリ・エトネーオ（イタリア語: Tremestieri Etneo, シチリア語: Trimmisteri）は、イタリア共和国シチリア州カターニア県にある、人口約20,000人の基礎自治体（コムーネ）。

## 地理

### 位置・広がり

#### 隣接コムーネ
隣接するコムーネは以下の通り。
- カターニア
- グラヴィーナ・ディ・カターニア
- マスカルチーア
- ペダーラ
- サン・ジョヴァンニ・ラ・プンタ
- サン・グレゴーリオ・ディ・カターニア
- サンターガタ・リ・バッティアーティ